# Shawn Crahan
Michael Shawn Crahan (n. 24 septembrie 1969, Des Moines, Iowa, SUA), cunoscut mai mult prin personajul său de scenă „Clown”, este un muzician american care este unul dintre cei doi percuționiști și cofondatori ai trupei Slipknot. În Slipknot, el este de asemenea cunoscut ca  '#6' . Crahan este singurul membru fondator din Slipknot.
Crahan este cel mai vechi membru al Slipknot, cu o implicare extensivă în producția media a lui Slipknot, regizând videoclipurile muzicale ale lui Slipknot. În afara lui Slipknot, Crahan a avut două proiecte numite To My Surprise și Dirty Little Rabbits. El a regizat, de asemenea, filmul din 2016  Officer Downe.